# Bois de Laigny
Bois de Laigny est un hameau de la commune de Laigny situé dans le département de l'Aisne.

## Géographie

### Accès
Pour accéder au Bois de Laigny, il faut prendre la D 772 qui relie la RN 2 à Laigny en passant par le hameau. On peut prendre aussi le D 318 qui relie la D 31 (Guise - Étréaupont - Hirson) à la D 772.

## Histoire
Avant la révolution française, Bois de Laigny faisait partie de la seigneurie de Laigny. Avec la révolution, la situation resta inchangée car le hameau est toujours et encore aujourd'hui rattaché à Laigny.

## Administration
Comme le Bois de Laigny est un hameau de la commune de Laigny, l'administration et les maires de ce hameau sont ceux de Laigny.